# L'ultimo pellerossa
L'ultimo pellerossa (Bury My Heart at Wounded Knee) è un film per la TV del 2007 diretto da Yves Simoneau tratto dall'omonimo libro di Dee Brown "Seppellite il mio cuore a Wounded Knee" del 1970.
Il film è stato scritto da Daniel Giat e prodotto da HBO Films ed il libro su cui si basa è una storia dei nativi americani nell'Ovest americano, negli anni 1860 e 1870, che si concentra sulla transizione dai modi di vivere tradizionali al vivere nelle riserve e il loro trattamento durante quel periodo. Il titolo del film e del libro è tratto da un verso della poesia di Stephen Vincent Benet "American Names". Il film è stato girato a Calgary, Alberta, Canada.

## Trama
È incentrato sulle guerre degli indiani Lakota in difesa delle loro terre. Il protagonista è Toro Seduto (August Schellenberg). Altri personaggi importanti sono Ohiyesa (Naso Aquilino) e la signorina Goodale.
La trama, basata su eventi trattati in diversi capitoli del libro di Brown, altre fonti e eventi reali, ruota attorno a quattro personaggi principali: Charles Eastman né Ohiyesa (Beach), un giovane medico Sioux di razza mista educato a Dartmouth e Boston University, che è considerata una prova del successo dell'assimilazione; Toro Seduto (Schellenberg), il capo Sioux che rifiuta di sottomettersi alle politiche del governo degli Stati Uniti volte a spogliare il suo popolo della loro identità, dignità e terra sacra, le colline nere aurifere dei Dakota; Il senatore degli Stati Uniti Henry L. Dawes (Quinn), un architetto della politica del governo per l'assegnazione di terre indiane a singole famiglie per forzare l'adozione dell'agricoltura di sussistenza; e Nuvola Rossa (Tootoosis), la cui decisione di fare la pace con il governo americano e di recarsi in una riserva ha turbato Sitting Bull.
Mentre Charles Eastman e la sua futura moglie Elaine (Paquin), riformatrice del New England e sovrintendente delle scuole indiane nei Dakota, lavorano per migliorare la vita degli indiani nella riserva, il senatore Dawes fa pressioni sul presidente Ulysses S. Grant (Thompson) per una maggiore umanità nel trattamento degli indiani e si oppone alla posizione contraddittoria del generale William Tecumseh Sherman (Feore). La Commissione Dawes (tenuta dal 1893 al 1914) sviluppa una proposta per rompere la "Grande Riserva Sioux" per consentire le richieste americane di territorio preservando allo stesso tempo terra sufficiente affinché i Sioux possano vivere. Il piano della Commissione è ostacolato dall'opposizione di Toro Seduto salito al comando tra i Sioux come uno degli ultimi capi a lottare per la loro indipendenza. Dawes, a sua volta, esorta Eastman ad aiutarlo a convincere i leader tribali recalcitranti. Dopo aver visto le condizioni della riserva Sioux, Eastman rifiuta.
Il profeta Wovoka (Studi) aumenta le speranze degli indiani dell'ovest con il suo movimento spirituale basato su una rinascita della pratica religiosa e il rituale della Danza degli spiriti che prometteva la fine della loro sofferenza sotto l'uomo bianco. L'assassinio di Toro Seduto e il massacro di quasi 200 uomini, donne e bambini indiani da parte del 7º Cavalleria a Wounded Knee il 29 dicembre 1890 mise però fine a tali speranze.
Henry L. Dawes voleva aumentare l'assimilazione culturale dei nativi americani nella società americana con il suo Dawes Act (1887) ed i suoi successivi sforzi come capo della Commissione Dawes. Durante i 47 anni di attuazione di quella legge, i nativi americani persero circa 90 milioni di acri (360.000 km²) di terra dei trattati, quasi due terzi del loro territorio del 1887, e circa 90.000 indiani furono resi senza terra. L'implementazione del Dawes Act interruppe la vita comune, la cultura e l'unità delle tribù dei nativi americani.

## Personaggi e interpreti
- Adam Beach: Charles Eastman
- Anna Paquin: Elaine Goodale
- Chevez Ezaneh: Ohiyesa / Charles giovane
- August Schellenberg: Sitting Bull (Toro Seduto)
- Aidan Quinn: Henry L. Dawes
- Colm Feore: Generale William Tecumseh Sherman
- Fred Dalton Thompson: Presidente Ulysses S. Grant
- Duane Howard: Uncle
- Nathan Lee Chasing His Horse: One Bull
- Brian Stollery: Vescovo Whipple
- Shaun Johnston: Colonnello Nelson A. Miles
- Gordon Tootoosis: Nuvola Rossa
- Billy Merasty: Young Man Afraid Of His Horses
- Morris Birdyellowhead: Cavallo Americano
- Eddie Spears: Chasing Crane
- Sean Wei Mah: Bull Head
- Eric Schweig: Gall
- Jimmy Herman: Yellow Bird
- Patrick St. Esprit: Maggiore James Walsh
- J.K. Simmons: James McLaughlin
- Wes Studi: Wovoka/Jack Wilson
- Marty Atonini: Colonnello James W. Forsyth
- Lee Tergesen: Daniel F. Royer

## Riconoscimenti
Il film ha ricevuto 17 nomination ai Premi Emmy 2007, ottenendo più nomination di qualsiasi altro candidato. Ha vinto sei Emmy Awards:
- Vincitore: Miglior fotografia per una miniserie o film TV
- Vincitore: Miglior film per la televisione
- Vincitore: Miglior editing di immagini con fotocamera singola per miniserie, film o speciali TV (alla pari)
- Vincitore: Miglior trucco per una miniserie, film o speciale TV (non prostetico)
- Vincitore: Miglior montaggio del suono per una miniserie, film o speciale TV
- Vincitore: Miglior missaggio audio con videocamera singola per miniserie o film TV
- Nomination: Miglior direzione artistica per una miniserie o film TV
- Nomination: Miglior casting per una miniserie, film o speciale TV
- Nomination: Miglior costumi per una miniserie, film o speciale TV
- Nomination: Yves Simoneau, Miglior regista per una miniserie, film o speciale TV drammatico
- Nomination: Miglior acconciatura per una miniserie, film o speciale TV
- Nomination: George S. Clinton, Miglior composizione musicale per una miniserie, film o speciale TV (colonna sonora drammatica originale)
- Nomination: Miglior effetti visivi speciali per una miniserie, film o speciale TV
- Nomination: Aidan Quinn, Miglior attore non protagonista in una miniserie o film TV
- Nomination: August Schellenberg, Miglior attore non protagonista in una miniserie o film TV
- Nomination: Anna Paquin, Miglior attrice non protagonista in una miniserie o film TV
- Nomination: Daniel Giat, Miglior sceneggiatura per una miniserie, film o speciale TV drammatico,

Ha anche ricevuto tre nomination ai Golden Globe 2008:
- Nomination: Miglior miniserie o film per la televisione
- Nomination: Adam Beach, Miglior attore per una miniserie o film per la televisione,
- Nomination: Anna Paquin, Miglior attrice non protagonista per una miniserie, serie o film per la televisione,

Ha anche vinto il 13ª edizione dei Critics' Choice Awards per il miglior film per la televisione.
Satellite Awards
- Nomination: Aidan Quinn, Miglior attore per una miniserie o film per la televisione
- Nomination: Miglior film per la televisione

Screen Actors Guild Awards
- Nomination: Anna Paquin, Miglior interpretazione di un'attrice in una miniserie o film per la televisione,